# Sárgamintás zöldmoly
A sárgamintás zöldmoly (Scythris cuspidella) a valódi lepkék (Glossata) alrendjébe tartozó zöldszárnyú díszmolyfélék (Scythrididae) családjának egyik, Magyarországon is élő faja.

## Elterjedése, élőhelye
Közép-európai faj, de hazánkban csak néhány ponton találták meg.

## Megjelenése
Olajbarna-olajzöld szárnyát – mint neve is mutatja – sárga foltok díszítik. A szárny fesztávolsága 14–18 mm.

## Életmódja
Évente egy generációja nő fel. A lepkék nyár elején rajzanak. Üde, nedves réteken, nappal, lágyszárúakon figyelhető meg, de se életmódját, se tápnövényét nem ismerjük.